# Инновация (премия)
Государственная премия в области современного искусства «Инновация» — российская государственная премия в области современного искусства, учреждённая в 2005 году Федеральным агентством по культуре и кинематографии Российской Федерации и Государственным центром современного искусства. Тогда проект назывался Всероссийский конкурс в области современного визуального искусства ИННОВАЦИЯ. С 2017 года проект называется Государственная премия в области современного искусства «Инновация».

## Описание
Цель премии — содействие авторам, работающим в области современного визуального искусства, выявление важнейших художественных достижений и привлечение внимания к основным процессам в российском актуальном искусстве.
Представители организаций, работающих в сфере современного визуального искусства и культуры, а также члены оргкомитета, экспертного совета и жюри выдвигают на премию лучшие проекты в пяти, а с 2017 года — шести номинациях. По результатам голосования экспертного совета в шорт-лист проходят по пять проектов в каждой номинации. В номинациях «За вклад в развитие современного искусства» и «За поддержку современного искусства России» жюри премии объявляет лауреатов на внеконкурсной основе. Все проекты, отобранные экспертным советом, экспонируются на выставке номинантов. Лауреаты премии определяются членами жюри из отобранного экспертным советом общего списка номинантов. Объявление лауреатов и вручение призов проходит на торжественной церемонии награждения.

## История
Инициатор и создатель Всероссийского конкурса в области современного искусства «Инновация» руководитель Государственного центра современного искусства (1994 г.-2016 г.) Михаил Борисович Миндлин. В 2016 году ГЦСИ вошёл в состав Государственного музейно-выставочного центра «РОСИЗО» на правах структурного подразделения, и премия оказалась под вопросом. В 2017 году вручение премии продолжилось под эгидой РОСИЗО.
С 2019 года «Инновация» проводится в Нижнем Новгороде совместно с правительством Нижегородской области. В 2020 году, после вливания ГЦСИ в состав ГМИИ, именно Пушкинский музей стал курировать премию.
В 2021 году директор ГМИИ Марина Лошак заявила, что Третьяковская галерея, Государственный Эрмитаж, Русский музей, Московский музей современного искусства и ещё шесть музеев станут соорганизаторами государственной премии в области современного искусства «Инновация». Эксперты надеются на реформу премии, находящейся в кризисе.

## Номинации

### до 2017 года
1. Произведение визуального искусства
2. Кураторский проект
3. Теория, критика, искусствознание
4. Новая генерация
5. Региональный проект современного искусства

- За творческий вклад в развитие современного искусства (внеконкурсная номинация)
- За поддержку современного искусства России (внеконкурсная номинация)

### с 2017 года[4]
После скандала была упразднена главная номинация — «Произведение визуального искусства», вместо неё появились «Проект года» и «Художник года».
1. Проект года
2. Куратор года
3. Художник года
4. Новая генерация
5. Образовательный проект
6. Региональный проект
7. Книга года

- За вклад в развитие современного искусства (внеконкурсная номинация)
- За поддержку современного искусства России (внеконкурсная номинация)

## Лауреаты

### XVI премия, 2021 год
Выставка прошла в нижегородском «Арсенале». Торжественная церемония состоялась 27 августа в нижегородском Главпочтамте.
- Проект года: Выставочный проект «Лаборатория будущего. Кинетическое искусство в России» (куратор — Юлия Аксенова; координатор — Елизавета Павлычева; продюсер — Анна Ялова). Центральный выставочный зал «Манеж», Петербург.
- Куратор года: Анна Буали, Анастасия Буланова, Алина Стуликова, Ольга Шишко. Онлайн-проект «100 способов прожить минуту». ГМИИ, Москва.
- Художник года: Сергей Филатов. Персональная выставка «Сад ускользающих соноров: звуковая архитектура». Новосибирский государственный художественный музей.
- «Региональный проект». Выставка «Прометей космического века» (Дина Ахметова, Анастасия Максимова, Янина Пруденко, Кирилл Светляков). Галерея современного искусства Государственного музея изобразительных искусств Республики Татарстан, Казань.
- «Новая генерация». Елизавета Коновалова. Проект «Свобода. 1919. 2020». Центр творческих индустрий «Фабрика», Москва.
- «Образовательный проект»: Публичная образовательная программа и выставка «Иди» (Александра Бубнова, Никита Гойнов, Пётр Стабровский, Анастасия Шипицина). Музей современного искусства PERMM, Пермь.
- «Книга года»: Андрей Смирнов, монография «В поисках потерянного звука. Экспериментальная звуковая культура России и СССР первой половины XX века».
- «За вклад в развитие современного искусства»: Николай Полисский
- «За поддержку современного искусства России» — Санкт-Петербургский благотворительный фонд культуры и искусства «ПРО АРТЕ» и его основательница Елена Коловская.
- Специальный приз Французского института при посольстве Франции в России получила Евгения Ржезникова за инсталляцию «Мертвые души. Картотека Гоголевских ландшафтов Российской Империи» в Музее Москвы[8].

### XV премия, 2020 год
Номинанты. 21 августа 2020 года в нижегородском Арсенале — Волго-Вятском филиале ГМИИ им. А. С. Пушкина состоялось торжественная церемония. По случаю экстраординарной ситуации с ковидом и карантином, решением жюри победителями премии «Инновация-2020» стали все номинанты. Выставка прошла в нижегородском Арсенале (филиал ГЦСИ).

### XIV премия, 2019 год
С 2019 года «Инновация» проводится в Нижнем Новгороде совместно с правительством Нижегородской области. Торжественная церемония награждения победителей прошла на Стрелке (месте слияния рек Ока и Волга) Нижнего Новгорода.
- Проект года: Анна Абалихина. «Страсти по Мартену»
- Куратор года: Ярослав Воловод, Валентин Дьяконов, Екатерина Лазарева. «Ткань процветания»
- Художник года: Владимир Селезнев. «Иногда кратчайший путь — самый длинный»
- Новая генерация: Анна Козонина, Анастасия Дмитриевская, Антон Рьянов. «Пролетайте и соединяйтесь»
- Образовательный проект: Яна Гапоненко (куратор). Владивостокская школа современного искусства. Лаборатория по формированию арт-сообщества
- Региональный проект: Елена Ищенко, Денис Яковлев. «Суперобложка». (Краснодар)
- Книга года: Глеб Напреенко, Александра Новоженова «Эпизоды модернизма. От истоков до кризиса»
- За вклад в развитие современного искусства: Леонид Бажанов
- За поддержку современного искусства России: Владимир Потанин
- Специальный приз от Французского института при Посольстве Франции в России: Анна Ротаенко. «Real Weapon»[9]

### XIII премия, 2018 год
Номинанты были объявлены в феврале. Церемония прошла в Театре Наций 27 апреля. Выставка проходила в Российской государственной библиотеке.
- Проект года: Алиса Прудникова, Жоан Рибас, Владимир Селезнев, Светлана Усольцева, Дмитрий Безуглов, Дмитрий Москвин, Ольга Комлева, Дарья Маликова, Анна Литовских, Лев Шушаричев, Женя Чайка. 4-я Уральская индустриальная биеннале современного искусства
- Куратор года: Карен Саркисов, Мария Крамар. «Опыты нечеловеческого гостеприимства»
- Художник года: Владимир Логутов. «Следующий уровень»
- Новая генерация: Кирилл Савченков. Office of Sensitive Activities / Applications Group
- Образовательный проект: Анастасия Шипицина, Пётр Стабровский, Любовь Шмыкова. Музейная резиденция Подросток+музей
- Региональный проект: Артём Филатов. Выставка «Обратно домой» в здании бывшего Музея нижегородской интеллигенции (Нижний Новгород)
- Книга года: Станислав Шурипа. Действие и смысл в искусстве второй половины XX века. Труды ИПСИ. Том III. Москва: Институт проблем современного искусства, 2017
- За вклад в развитие современного искусства: Иосиф Бакштейн
- За поддержку современного искусства России: Владимир Смирнов, Константин Сорокин. Фонд В. Смирнова и К. Сорокина[9]

### XII премия, 2017 год
В 2017 году вручение премии продолжилось уже в формате ГЦСИ в составе РОСИЗО.
7 марта 2017 года было объявлено о начале приема заявок на соискание Государственной премии в области современного искусства «Инновация». В этом году премия претерпела ряд изменений: сменился набор номинаций (прежняя номинация «Произведение визуального искусства» расширилась до двух номинаций: «Проект года» и «Художник года», а номинация «Теория, критика, искусствознание» была переименована в «Образовательный проект»). Размер премии в каждой номинации отныне составляет 500 тыс. рублей. У премии впервые появился собственный веб-сайт, а автором ребрендинга её фирменного стиля стал российский дизайнер Андрей Шелютто.
Церемония прошла в Московском планетарии 30 мая 2017 года. Выставка проходила до 25 июня 2017 года во флигеле «Руина» Государственного музея архитектуры имени А. В. Щусева.
- Проект года: Вера Мартынов. «Новое Пространство Театра Наций»
- Куратор года: Александр Буренков. «Плановое устаревание». В рамках параллельной программы V Московской международной биеннале молодого искусства
- Художник года: Леонид Тишков. «Взгляни на дом свой»
- Новая генерация: Кирилл Глущенко. «Прекрасен облик наших будней»
- Образовательный проект: Анастасия Толстая, фонд «ПРО АРТЕ», Центр медико-социальной реабилитации инвалидов по зрению, Санкт-Петербургская государственная библиотека для слепых и слабовидящих. Инклюзивная программа «Музыка для всех»
- Региональный проект: Владимир Береснев, Марина Пугина. «Море возможностей» (Пермь)
- Книга года: Андрей Кузькин. «Право на жизнь»
- За вклад в развитие современного искусства: Виктор Пивоваров
- За поддержку современного искусства России: Софья и Роман Троценко[9]

### XI премия, 2016 год
31 марта 2016 года состоялось открытие выставки номинантов Государственной премии в области современного искусства «Инновация 2015» в Государственном центре современного искусства. Лауреаты были определены жюри 17 мая 2016 г. и объявлены на церемонии награждения победителей, прошедшей 18 мая 2016 года в ГМИИ им. А. С. Пушкина.
- Произведение визуального искусства: премия не присуждалась. На предварительном голосовании экспертов работа Петра Павленского «Угроза» набрала наибольшее число голосов, однако оргкомитет снял её с конкурса, так как «недопустимо выдвигать проект, который повлек за собой нарушение закона и материальный ущерб». В знак протеста бо́льшая часть членов экспертного совета «Инновации» покинули совет. В качестве компромиссного варианта было решено отменить номинацию «Произведение визуального искусства» за 2015 год[19].
- Кураторский проект: Виктор Мизиано. Избирательное сродство. В рамках междисциплинарного проекта «Удел человеческий»
- Теория, критика, искусствознание: Ольга Шишко. Каталог-исследование «Проекции авангарда»
- Региональный проект современного искусства: Алиса Прудникова (Екатеринбург). 3-я Уральская биеннале современного искусства
- Новая генерация: Аслан Гайсумов. Волга
- За творческий вклад в развитие современного искусства: Борис Орлов
- За поддержку современного искусства России: Леонид Михельсон, учредитель фонда «Виктория - искусство быть современным» (V-A-C)

### X премия, 2015 год
С этого года из описаний премии исчезает дата прошлого года, после дефиса появляется дата текущего года.
Победители были объявлены 21 апреля 2015 года в Гостином дворе.
- Произведение визуального искусства: Ирина Корина. Припев
- Кураторский проект: Пётр Белый, Александр Теребенин. Сигнал
- Теория, критика, искусствознание:

1. Игорь Чубаров. Коллективная чувственность: теории и практики левого авангарда
2. Анна Романова, Галина Метеличенко. Острова Юрия Соболева

- Региональный проект современного искусства: Евгений Стрелков (Нижний Новгород), Андрей Суздалев (Москва). Ниже Нижнего: новейшие опыты околоволжского краеведения
- Новая генерация: Евгения Долинина, Вера Коняшова, Роман Кутнов, Александр Лещев, Глеб Нечаев, Марина Рагозина, Мария Сокол. Смерть Тарелкина
- За творческий вклад в развитие современного искусства: Андрей Монастырский
- За поддержку современного искусства России: Михаил Пиотровский

### IX премия, 2014 год («Инновация-2013»)
Церемония награждения прошла 9 апреля 2014 в Музее Москвы.
- Произведение визуального искусства: Юрий Альберт, Екатерина Деготь. Что этим хотел сказать художник?
- Кураторский проект: Елена Селина. Реконструкция
- Теория, критика, искусствознание: Дмитрий Булатов. Эволюция от кутюр: искусство и наука в эпоху постбиологии. Часть 2: теория
- Региональный проект современного искусства: Группировка ЗИП и активисты КИСИ (Краснодар). Краснодар: линии на плоскости. История КИСИ
- Новая генерация: Саша Пирогова. Библимлен
- За творческий вклад в развитие современного искусства: Владислав Мамышев-Монро
- За поддержку современного искусства России: Шалва Бреус и фонд «Артхроника»

### VIII премия, 2013 год («Инновация-2012»)
Церемония награждения прошла 9 апреля 2013 года в Центральном выставочном зале «Манеж».
- Произведение визуального искусства: Группа ПРОВМЫЗА (Галина Мызникова, Сергей Проворов). Опера «Марево»
- Кураторский проект: Ярослава Бубнова. Самое себя глаз никогда не видит
- Теория, критика, искусствознание: Елена Петровская. Безымянные сообщества
- Региональный проект современного искусства: Илья Долгов (Воронеж). Гербарий
- Новая генерация: Иван Плющ. Процесс прохождения
- За творческий вклад в развитие современного искусства: Эрик Булатов
- За поддержку современного искусства России: Фонд Михаила Прохорова и лично Ирина Прохорова[23]

### VII премия, 2012 год («Инновация-2011»)
Список номинантов. Шорт-лист был объявлен 13 февраля 2012 года. Выставка прошла в ГЦСИ с 29 марта по 29 апреля 2012 года. Победители были названы 3 апреля 2012 года в Центре дизайна Artplay.
- Произведение визуального искусства: Александр Бродский. Цистерна
- Кураторский проект: Виктор Мизиано. Невозможное сообщество
- Теория, критика, искусствознание: Андрей Фоменко. Советский фотоавангард и концепция производственно-утилитарного искусства
- Региональный проект современного искусства: Ева Гожондек, Стас Шабловски, Ирина Чеснокова, Евгений Уманский (Калининград, Варшава). Анклав
- Новая генерация: Таус Махачева. Быстрые и неистовые
- За творческий вклад в развитие современного искусства: Елена Елагина и Игорь Макаревич
- За поддержку современного искусства России: Зураб Церетели[28]

### VI премия, 2011 год («Инновация-2010»)
Шорт-лист был опубликован в феврале.Выставка номинантов прошла с 29 марта по 8 мая в выставочном зале Государственного центра современного искусства. Церемония награждения лауреатов конкурса состоялась 7 апреля 2011 года в «Гараже».
- Произведение визуального искусства: Группа «Война». Х.й в плену у ФСБ![32]
- Кураторский проект: Юрий Аввакумов. День открытых дверей. Особняк-гимназия-клиника-музей. Российское искусство 1989—2009 из коллекции ММСИ
- Теория, критика, искусствознание: Антонио Джеуза. История российского видеоарта. Том 1-3
- Региональный проект современного искусства: Артём Лоскутов (Новосибирск). Монстрация-2010
- Новая генерация:

1. Арсений Жиляев. Разумный эгоизм
2. Аня Желудь. …Продолжение осмотра…

- За творческий вклад в развитие современного искусства: Илья и Эмилия Кабаковы
- За поддержку современного искусства России: Герман Титов

### V премия, 2010 год («Инновация-2009»)
12 февраля 2010 года жюри определил список номинантов конкурса «Инновация 2009». Торжественная церемония награждения состоялась 15 апреля 2010 на Фабрике «Красный Октябрь», в пространстве BAIBAKOV ART PROJECTS.
- Произведение визуального искусства: Сергей Братков. Балаклавский кураж[35]
- Кураторский проект: Екатерина Деготь. КУДЫМКОР — локомотив будущего
- Теория, критика, искусствознание: Андрей Монастырский. Эстетические исследования
- Региональный проект современного искусства: Сергей Ковалевский (Красноярск). VIII Красноярская музейная биеннале «Даль»
- Новая генерация: Группа «Мыло» (Семён Мотолянец, Дмитрий Петухов). Фигурное катание на мыле
- За творческий вклад в развитие современного искусства: Ольга Лопухова (посмертно)
- За поддержку современного искусства России: Стелла Кесаева и Stella Art Foundation

### IV премия, 2009 год («Инновация-2008»)
Выставка номинантов работала в ГЦСИ. Церемония награждения состоялась 4 апреля 2009 в цехе Белого «Винзавода».
- Произведение визуального искусства: Владислав Ефимов. Для радио[38]
- Кураторский проект: Анна Зайцева (в сокураторстве). Яблоки падают одновременно в разных садах
- Теория, критика, искусствознание: премия не присуждалась
- Региональный проект современного искусства: Дмитрий Булатов и Олег Блябляс (Калининград). Эволюция от кутюр. Искусство и наука в эпоху постбиологии
- Новая генерация: Андрей Кузькин. По кругу
- За творческий вклад в развитие современного искусства: Журнал «А-Я» (Александр Сидоров, Игорь Шелковский)
- За поддержку современного искусства России: Культурно- благотворительный фонд «U-Art: Ты и искусство», основанный Тамазом и Иветой Манашеровыми

### III премия, 2008 год («Инновация-2007»)
Церемония награждения состоялась 26 марта 2008 г. в клубе «Б1-Максимум».
- Произведение визуального искусства: Группа «Синий суп» (Алексей Добров, Даниил Лебедев, Александр Лобанов, Валерий Патконен). Озеро[41]
- Кураторский проект: Олег Кулик. Верю
- Теория, критика, искусствознание: Андрей Ковалёв. Российский акционизм. 1990—2000
- Региональный проект современного искусства: Арсений Сергеев (Екатеринбург). Длинные истории Екатеринбурга
- Новая генерация: Ирина Корина. :-))
- За творческий вклад в развитие современного искусства: Дмитрий Александрович Пригов
- За поддержку современного искусства России: Президент фирмы Moneta Trading srl Альберто Сандретти

### II премия, 2007 год («Инновация-2006»)
Номинанты были объявлены 19 февраля года. Церемония награждения состоялась 28 апреля 2007 года на «Винзаводе».
- Произведение визуального искусства: Вадим Захаров. 25 лет на одной странице. Уроки в будуаре[43]
- Кураторский проект: Виктор Мизиано. Искусство Центральной Азии. Актуальный архив (Узбекистан, Казахстан и Кыргизия)
- Теория, критика, искусствознание: Олег Киреев. Поваренная книга медиа-активиста
- Региональный проект современного искусства: Светлана Демьянова (Нижний Новгород). Арсенал современного искусства
- Новая генерация: Елена Ковылина. Любовь после холодной войны. Сними девочку
- За творческий вклад в развитие современного искусства: Группа «Гнездо» (Геннадий Донской, Михаил Рошаль, Виктор Скерсис)
- За поддержку современного искусства России:

1. Фонд культуры «Екатерина» (Екатерина и Владимир Семенихины)
2. Директор по корпоративному развитию Фонда С. Гуггенхайма Николас Ильин

### I премия, 2006 год («Инновация-2005»)
Первая церемония вручения призов конкурса «Инновация-2005» прошла 30 марта 2006 года в ГЦСИ.
- Произведение визуального искусства: Алексей Каллима. «Челси» — «Терек»[46]
- Кураторский проект: Ольга Свиблова. Вторжение. Специальный проект 1-й Московской биеннале современного искусства
- Теория, критика, искусствознание: Олеся Туркина. Russian Art Newsletter
- Региональный проект современного искусства: премия не присуждалась
- Новая генерация: премия не присуждалась
- За творческий вклад в развитие современного искусства: Оскар Рабин
- За поддержку современного искусства России:

1. «Новый мир искусства» (Юрий Калиновский)
2. Московское представительство Фонда Форда (глава представительства Стивен Солник, руководитель программ «Культура, искусство и журналистика» Ирина Юрна)[47]